# Stefan Topurov
Stefan Petrov Topurov (in bulgaro Стефан Петров Топуров?; Asenovgrad, 11 agosto 1964) è un ex sollevatore bulgaro medagliato olimpico e campione mondiale ed europeo, che ha gareggiato nelle categorie dei pesi piuma (fino a 60 kg.) e dei pesi leggeri (fino al 67,5 kg.).

## Carriera
Stefan Topurov iniziò a sollevare pesi all'età di 13 anni presso l'Asenovets Club. Nel 1983, a 19 anni, vinse la medaglia d'argento nella categoria dei pesi piuma ai campionati mondiali ed europei di Mosca con 312,5 kg. nel totale, dietro al sovietico Yourik Sargsyan.
L'anno seguente vinse il titolo europeo ai campionati europei di Vitoria con il record mondiale di 315 kg. nel totale, prendendosi la rivincita su Sargsyan, secondo con 312,5 kg. nel totale. Nello stesso anno Topurov non poté partecipare alle Olimpiadi di Los Angeles 1984, dove sarebbe stato uno dei pretendenti alla medaglia d'oro, a causa del boicottaggio di quei Giochi Olimpici deciso dai Paesi dell'Est europeo.
Ritornò a grandi livelli nel 1986 passando alla categoria superiore dei pesi leggeri e vincendo la medaglia d'argento ai campionati mondiali di Sofia con 337,5 kg. nel totale, alle spalle del connazionale Mihail Petrov (342,5 kg.).
Il 1987 fu il suo anno di grazia, facendo ritorno alla categoria dei pesi piuma; nel mese di maggio vinse la medaglia d'oro ai campionati europei di Reims con 310 kg. nel totale, battendo il rumeno Attila Czanka (307,5 kg.) e il sovietico Muchady Sedaev (stesso risultato di Czanka), mentre qualche mese più tardi vinse un'altra medaglia d'oro ai campionati mondiali di Ostrava con 315 kg. nel totale, davanti a Sargsyan (307,5 kg.) e all'altro sovietico Oksen Mirzoyan (305 kg.).
Nel 1988 Topurov vinse la medaglia d'argento ai campionati europei di Cardiff con 322,5 kg. nel totale, dietro al turco di origine bulgara Naim Süleymanoğlu (330 kg.) e dopo qualche mese partecipò alle Olimpiadi di Seul 1988 ottenendo un'altra medaglia d'argento con 312,5 kg. nel totale, nuovamente battuto da Süleymanoğlu (342,5 kg.). Questa medaglia olimpica fu l'ultima affermazione di Topurov nelle maggiori manifestazioni internazionali.
Dopo il ritiro dall'attività agonistica si dedicò alla carriera di allenatore di sollevamento pesi, andando a lavorare anche all'estero.
Nel corso della sua carriera di sollevatore Topurov realizzò 11 record del mondo, tutti nella categoria dei pesi piuma, di cui uno nella prova di strappo, 6 nella prova di slancio e 4 nel totale.